# تشارلز سيرز بالدوين
تشارلز سيرز بالدوين (بالإنجليزية: Charles Sears Baldwin)‏ هو مدرس أمريكي، ولد في 21 مارس 1867، وتوفي في 23 أكتوبر 1935.